# ZKP RTLJ
Založba kaset in plošč RTV Ljubljana (akronim: ZKP RTLJ) je bila diskografska kuća iz Ljubljane, osnovana 1974. godine. Nakon raspada Jugoslavije tvrtka je promijenila je ime u Založba kaset in plošč RTV Slovenije i postala sastavni dio RTV Slovenije.

## Povijest
Tvrtka ZKP RTLJ osnovana je 1974. iz nukleusa okupljenog oko Glasbene produkcije Radiotelevizije Ljubljana, na valu tadašnjeg pomodnog gospodarsko-političkog trenda 1970-ih - decentralizacije, slijedom toga svaka republika nastojala je imati sve za što je držala da joj treba.
ZKP RTLJ je objavio brojne nosače zvuka tada popularnih jugoslavenskih pjevača i sastava; Atomsko sklonište, Ekatarina Velika, Gordi, Paraf, Kerber, Tereza Kesovija, Beti Jurković, Radomir Mihajlović-Točak, Pankrti, Poslednja igra leptira, Laza Ristovski i Ipe Ivandić, Smak, Suncokret, S vremena na vreme, Tako, Vatreni poljubac, YU grupa. Pored zabavne i rock glazbe ZKP RTLJ je objavio i brojne ploče slovenske narodne glazbe i brojna djela ozbiljne glazbe. 
Poput ostalih jugoslavenskih diskografskih kuća i Založba kaset in plošč RTV Ljubljana je izdavala i distribuirala ploče brojnih međunarodnih glazbenih zvijezda, poput; Blondie, Depeche Mode, Electric Light Orchestra, Grateful Dead, The Jam, Jethro Tull, Madness, Prince, Spandau Ballet, Bruce Springsteen, Ike & Tina Turner, Ultravox i brojnih drugih.

## Vanjske poveznice
- Službene stranice Založbe kaset in plošč RTV Slovenije